# Jerzy Korzonek
Jerzy Korzonek (ur. 1 kwietnia 1928 w Lublinie, zm. 22 września 2007) – polski ekonomista i polityk. Minister-kierownik Urzędu Gospodarki Morskiej (1982–1985), poseł na Sejm PRL VIII kadencji.

## Życiorys
Syn Stanisława i Janiny. W młodości uprawiał lekką atletykę. W 1955 ukończył studia na Wydziale Handlu Zagranicznego Szkoły Głównej Planowania i Statystyki w Warszawie, a w 1965 na Uniwersytecie Warszawskim. W 1972 uzyskał stopień doktora nauk ekonomicznych na Wydziale Inżynieryjno-Ekonomicznym Politechniki Szczecińskiej. Od 1948 do 1958 pracował w Centrali Produktów Naftowych w Warszawie, a w latach 1958–1965 był dyrektorem Przedsiębiorstwa Obrotu Produktami Naftowymi w Szczecinie. Od 1965 do 1975 był zastępcą dyrektora ds. ekonomicznych, a w latach 1975–1981 dyrektorem naczelnym portu w Szczecinie. Przez kilka lat pełnił funkcję przewodniczącego rady społecznej MKS Pogoń Szczecin, a w 1982 został wybrany prezesem Polskiego Związku Żeglarskiego.
Od 1943 do 1944 należał do organizacji harcerskiej, a w latach 1948–1949 do Związku Młodzieży Polskiej. W czerwcu 1948 przystąpił do Polskiej Partii Socjalistycznej, a w grudniu tego samego roku wraz z nią do Polskiej Zjednoczonej Partii Robotniczej. Przez wiele lat zasiadał w plenum oraz w komisji rewizyjnej Komitetu Wojewódzkiego PZPR. W latach 1980–1985 był posłem na Sejm PRL VIII kadencji. W latach 1981–1982 pełnił funkcję podsekretarza stanu w Urzędzie Gospodarki Morskiej. Od 26 stycznia 1982 do 12 listopada 1985 był ministrem-kierownikiem Urzędu Gospodarki Morskiej w rządzie Wojciecha Jaruzelskiego.

## Odznaczenia
- Krzyż Kawalerski Orderu Odrodzenia Polski (1972)
- Złoty Krzyż Zasługi (1964)
- Złota Odznaka honorowa „Zasłużony Pracownik Morza”
- Srebrna Odznaka honorowa „Zasłużony Pracownik Morza”